# Tanzhaus NRW
Das Tanzhaus NRW (eigene Schreibweise: tanzhaus nrw) in Düsseldorf ist eine 1998 gegründete Institution für den Tanz, die ein umfassendes Konzept der Präsentation, Produktion und Partizipation in der Sparte Tanz bietet. In den Räumlichkeiten an der Erkrather Straße 30, einem alten Straßenbahndepot, sind unter einem Dach Bühnenaufführungen, professionelles Tanztraining, die Entwicklung von Produktionen im Rahmen von Choreografen-Residenzen sowie eine Vielzahl von Weiterbildungsmöglichkeiten im Rahmen von Kursen und Workshops untergebracht. Das kulturelle Weiterbildungsangebot des Tanzhaus NRW, das sich generationsübergreifend an Anfänger, Fortgeschrittene und professionelle Tänzer wendet, erreicht durchschnittlich 3600 Besucher wöchentlich.

## Geschichte

### Die Werkstatt
Die Anfänge der Ur-Werkstatt gehen bis 1973 zurück, als die Tanzpädagogin Fe Reichelt in einem zum Abbruch bestimmten Industriegebäude der ehemaligen Maschinenfabrik Haniel & Lueg in der Grafenberger Allee 330 in Düsseldorf-Flingern ihre erste Tanzschule eröffnete. Erste Kurse und gelegentliche Vorstellungen durch verschiedene Künstler, unter ihnen Robert Solomon, wurden ehrenamtlich von dem Papierkaufmann Uli Hoffmann und Ulrike Zellmann organisiert. Die werkstatt-typische Plakatserie entwickelte Peter Achmed Kreusch, Schüler von Joseph Beuys.
Aus den Anfängen entstand 1978 der gemeinnützige Verein „Die Werkstatt für Tanz, Theater, Malen, Werken und Gestalten“. Die Initiative hatte sich zum Ziel gesetzt, Kreativität zu fördern und Begegnungen zwischen Künstlern und der Bevölkerung zu ermöglichen. 1979 erhielt das Haus erstmals Zuschüsse durch das Land Nordrhein-Westfalen. Am 29. März 1980 endete mit der „Bagger-Räumungs-Fete“ die Ära Grafenberger Allee und es fand der Umzug in die Börnestraße statt. Anfang der 1980er Jahre wurde eine breitere Öffentlichkeit durch die Werkstatt-Festivals auf die Arbeit des Vereins aufmerksam. 1987 wurde in Zusammenarbeit mit dem Schauspielhaus Düsseldorf die „Rheinische Tanz- und Theaterschule“ gegründet. Die Werkstatt entwickelte sich zunehmend zu einem Begegnungszentrum internationaler Künstler. Zu Gast waren u. a. Oskar Pastior, Allen Ginsberg und Whoopi Goldberg. Aufgrund überhöhter Mietforderungen verließ die Werkstatt 1998 ihr Haus in der Börnestraße, suchte sich eine neue Wirkungsstätte.

### Das Tanzhaus NRW
1998 zog die Werkstatt in ein altes Straßenbahndepot, umgebaut an der Erkrather Straße im Düsseldorfer Stadtteil Flingern-Süd und benannte sich um in das Tanzhaus NRW. Das Haus verfügt nun über eine Fläche von etwa 4000 Quadratmetern Fläche mit zwei Bühnen, acht Tanzstudios, Produktionsräumen und einem Bistro.
Das Tanzhaus NRW ist Träger von Projekten wie Take-Off: Junger Tanz, das sich nachhaltigen Verbesserungen von Strukturen für Tanzkunst für und mit Kindern und Jugendlichen widmet, sowie dem International Dance Artist Service (iDAS), der Choreografen und Kompanien aus Nordrhein-Westfalen (NRW) bei der Entwicklung und Vermarktung von Produktionen unterstützt. In einer Vielzahl von internationalen Netzwerken wie den EU-Projekten European Dancehouse Network (EDN) und Shifting Realities, das durch die Kulturstiftung des Bundes gefördert wird, vertieft das Tanzhaus NRW seine vielfältigen Kompetenzen und Kontakte.
Nach 35 Jahren hat sich Bertram Müller, langjähriger Leiter des Tanzhaus NRW, Ende 2013 in den Ruhestand verabschiedet. Er erhielt u. a. in den 1990er Jahren den Staatsorden Ordre des Arts et des Lettres durch den damaligen französischen Kulturminister Jack Lang sowie 2014 den Deutschen Tanzpreis für sein Lebenswerk, das Tanzhaus NRW. Seit Beginn der Spielzeit 2014/15 war Bettina Masuch, die zuvor als Kuratorin am Hebbel am Ufer und beim Festival Tanz im August in Berlin sowie als Leiterin des Springdance Festival in Utrecht tätig war, die Intendantin des Tanzhaus NRW. Das Tanzhaus NRW gehört zum Bündnis internationaler Produktionshäuser. Seit der Spielzeit 2022/23 leitet die Tanzwissenschaftlerin, Dramaturgin und Kuratorin Ingrida Gerbutavičiūtė das Tanzhaus NRW. Sie stammt aus Litauen und war bis Sommer 2022 Chefdramaturgin beim Tanzkongress 2022, einer von der Kulturstiftung des Bundes und dem Staatstheater Mainz getragenen Veranstaltungsreihe.

## Bühne
Es finden ganzjährig rund 200 wechselnde Tanzaufführungen statt. Die Bandbreite umfasst den zeitgenössischen Tanz in all seinen Spielarten, u. a. in internationalen Gastspielen und Festivals (z. B. Temps d’Images) als auch in thematisch motivierten Reihen und experimentellen Formaten. Ergänzend bietet das Junge Tanzhaus Veranstaltungen an, die sich an Kinder und Jugendliche richten.

### Das Tanzhaus NRW als Koproduzent
Das Tanzhaus NRW bietet jährlich ausgewählten freischaffenden Choreografen im Rahmen von Residenzen, Labs und anderen Formaten die Möglichkeit, Ideen, den spartenübergreifenden Austausch oder neue Produktionen im Haus zu entwickeln. In den vergangenen Jahren waren unter den koproduzierten Künstlern u. a. Stephanie Thiersch, Isabelle Schad, Jérôme Bel, Laurent Chétouane, Takao Baba, Eisa Jocson und das Folkwang Tanzstudio (FTS).

### Factory Artists
Mit der Intendanz von Bettina Masuch hat sich der Begriff der „Factory Artists“ am Tanzhaus NRW etabliert. Drei ausgewählte Residenz-Künstler zeigten regelmäßig ihre Arbeiten auf der Bühne und leiten Workshops im Bereich der Akademie an. Mit Alexandra Waierstall aus Düsseldorf, Sebastian Matthias aus Berlin und Jan Martens aus Antwerpen bindet das Tanzhaus NRW drei sehr unterschiedliche Künstler bis 2016 an das Haus.
Im Juni 2017 hat mit Claire Cunningham, Ligia Lewis und Choy Ka Fai die zweite Generation der Factory Artists ihre Arbeit im Tanzhaus NRW aufgenommen. Die dritte Generation der von 2020 bis 2022 ansässigen Künstler haben ihren Arbeitsschwerpunkt in Nordrhein-Westfalen. Es sind dies Reut Shemech, Alfredo Zinola und das Kollektiv nutrospektif.

## Akademie
Rund 80 international tätige Künstler aus mehr als 40 Ländern unterrichten in wöchentlich 350 Kursen, Workshops und Projekten sowie im täglichen Professional Dance Training eine große Breite an unterschiedlichen Tanzstilen. Es werden im Amateurbereich alle Altersklassen ab zwei Jahren angesprochen.